# 마브 울프먼
마빈 아서 "마브" 울프먼(영어: Marvin Arthur "Marv" Wolfman, 1946년 5월 13일 ~ )는 미국의 만화가이다.